# Grill (filatelie)

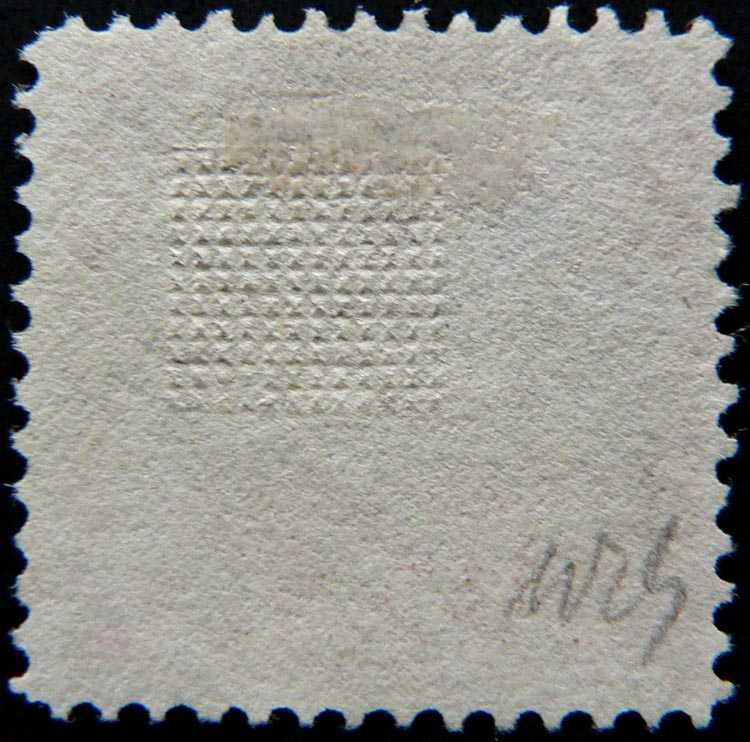
G grill 1869

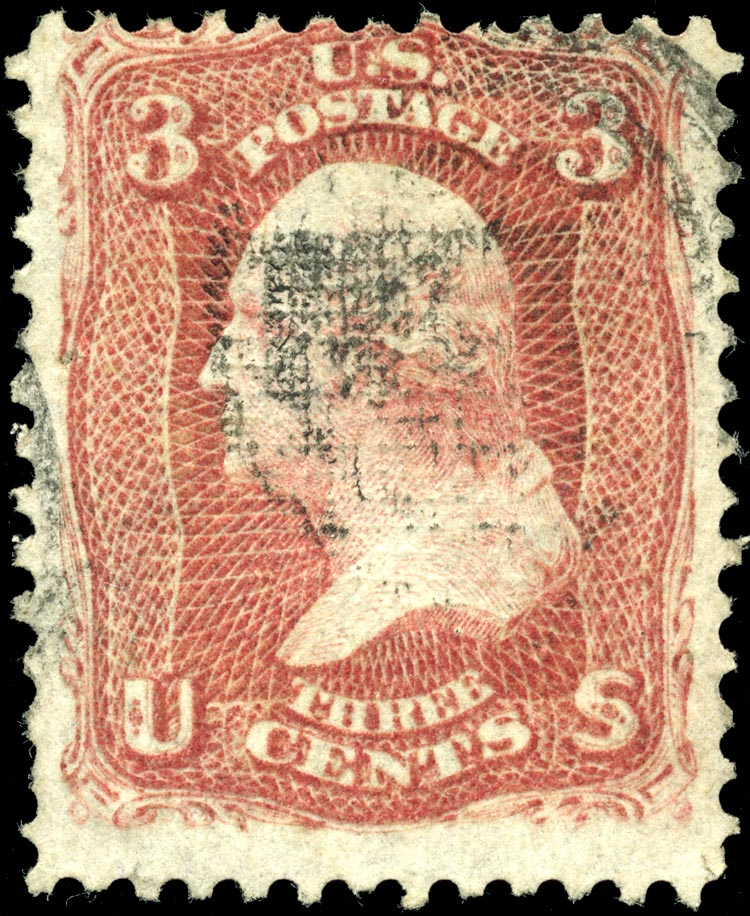
F grill op een postzegel uit 1867 is zichtbaar in de afstempeling

In de filatelie is een  grill een patroon van puntjes dat als reliëf in een postzegel is gedrukt in blinddruk om hergebruik te ontmoedigen. De bedoeling van dit patroon was, dat de inkt van de afstempeling sneller door het papier werd opgenomen, zodat het moeilijker werd om de stempelinkt van de postzegel af te wassen.
In de Verenigde Staten werd rond 1870 een paar jaar geëxperimenteerd met een grill. Aanvankelijk werd de gehele postzegel met een grill-patroon bedrukt (A grill). Daarna werd het grill-patroon beperkt tot een deel van de postzegel. In 1910 heeft de Amerikaanse filatelist William L. Stevenson de verschillende typen van het grill-patroon geïnventariseerd en met letters benoemd. In 1869 werd alleen G-grill gebruikt, in 1870 alleen H-en I-grill.
De Benjamin Franklin 1c Z-grill is de meest zeldzame postzegel van de Verenigde Staten.